# Нова институционална економија
Нова институционална економија (НИЕ) је економска перспектива која покушава да прошири економију фокусирајући се на друштвене и правне норме и правила (којa представљају институције) која се налазе у основи економске активности и са анализом изнад пређашње институционалне економије и неокласичне економије Може бити посматран као проширујући корак који укључује аспекте који су били искључени из неокласичне економије. Поново открива аспекте класичне политичке економије.

## Преглед
Њени корени се налазе у два дела Роналда Коуза, "Природа филма" (1937) и "Проблем социјалног трошка" (1960). Касније, Коузова теорема (како је касније названа), тврди да без трансакцијских трошкова, алтернативно додељивање имовинских права може еквивалентно интернализовати сукобе интереса и екстернализације. Стога, компаративна институционална анализа која произилази из таквих задатака је потребна да развија препоруке о ефикасној интернализацији екстернализација и институционалном дизајну, укључујући и право и економију.
Анализе су сада изграђене на комплекснијем скупу методолошких принципа и критеријума. Они раде у модификованом неокласичном оквиру у разматрању питања ефикасности и дистрибуције, за разлику од "традиционалне", "старе" или "оригиналне" институционалне економије, која је критична за меинстрим неокласичну економију.
Термин 'нова институционална економија' сковао је Оливер Вилијамсон 1975. године.
Међу многим аспектима у тренутним анализама су организациони аранжмани (као што је граница фирме), имовинска права, трансакциони трошкови, кредибилне обавезе, начини управљања, убедљиве способности, друштвене норме, идеолошке вредности, одлучујуће перцепције, стечена контрола, механизам спровођења, специфичност имовине, људска имовина, социјални капитал, асиметричне информације, стратешко понашање, ограничена рационалност, опортунизам, неповољан избор, морални хазард, уговорне гаранције, окружује несигурност, праћење трошкова, подстицаји за склапање, хијерархијске структуре и преговарачку снагу.
Главни научници повезани са овом темом су Масахико Аоки, Армен Алчиан, Харолд Демзец,  Стивен Н. С. Чеунг,  Авнер Греиф, Јорам Барзел, Клауд Менард (економиста), Дарон Ацемоглу и четири Нобелова лауреата—Роланд Коасе, Даглас Норт,  Елинор Остром,  и Оливер Вилијамсон. Конвергенција таквих истраживача резултовала  је оснивањем Друштва за институционалну и организациону економију (раније Међународно друштво за нову институционалну економију) 1997.

## Институционални нивои
Иако не постоји универзално прихваћена дефиниција, већина научника који се баве истраживањем водећи се методолшким приступом и критеријумом, прати демаркацију између појма институција и организација коју је поставио Даглас Норт. Институције су "правила игре", биле то формална законска правила или друштвене норме које одређују понашање појединца и структуирају социјалне интеракције (институционални оквир).
Са друге стране, организације су групе људи и управљачки односи које они стварају ради координације њихових тимских напора против других тимова који такође представљају организације. Ради побољшања изгледа за успех, организације улажу напоре са циљем да стекну вештине које нуде највећи поврат, на пример повећање профита или излазак гласача. Правна лица, универзитети, синдикати и слично су неки од примера организација.
Оливер Вилијамсон издваја четири нивоа социјалне анализе. Први се бави социјалном теоријом, специфичније нивоом "уграђености" и неформалним правилима. Други је фокусиран на институционално окружење и формална правила. Користи се економијом власничких права и позитивном политичком теоријом. Трећи се бави управљањем и интеракцијом актера економије трансакционих трошкова, "потез партије". Вилијамсон даје пример контраста две групе као објашњење. Коначно, четврти се води неокласичном економијом, представља прибављање ресурса и запослење нових кадрова. Нова институционална економија фокусирана је на други и трећи ниво.
Пошто су неки институционални оквири увек "угњежђени" унутар других ширих институционалних оквира, јасно разграничење увек је замагљено. Један случај је универзитет. Када се процени просечан квалитет наставних услуга, на пример, универзитету се може приступити као организацији са својим људима, физичким капиталом, општим правилима управљања која су заједничка за све који су донели њена управна тела итд. Међутим, ако се задатак састоји у вредновању учинка људи у одређеном наставном оделу, на пример, заједно са својим интерним формалним и неформалним правилима, она у целини улази у слику као институција. Општа правила, дакле, чине део ширег институционалног оквира који утиче на учинак људи на наведеном наставном оделу.